# Callitettix braconoides
Callitettix braconoides är en insektsart som först beskrevs av Walker 1858.  Callitettix braconoides ingår i släktet Callitettix och familjen spottstritar. Inga underarter finns listade i Catalogue of Life.